# Division IA du Championnat du monde de hockey sur glace 2019
Navigation
Division IA en 2018 Division IA en 2020
Le tournoi de la Division IA du Championnat du monde de hockey sur glace 2019 se déroule à Noursoultan au Kazakhstan du 29 avril au 5 mai 2019.
| \| Localisation de Noursoultan au Kazakhstan. \| Localisation de Noursoultan au Kazakhstan. |
| Localisation de Noursoultan au Kazakhstan.                                                  |

## Format de la compétition
Le Championnat du monde de hockey sur glace est un ensemble de plusieurs tournois regroupant les nations en fonction de leur niveau. Les meilleures équipes disputent le titre dans la Division Élite. Cette Division regroupe 16 équipes réparties en deux groupes de 8 qui disputent un tour préliminaire. Les 4 premiers de chaque groupe sont qualifiés pour les quarts de finale et les derniers sont relégués en Division IA à l'exception de la Suisse, organisatrice de l'édition 2020, qui ne peut être reléguée même si elle termine à la dernière place du groupe B. 
Pour les autres divisions qui comptent 6 équipes, les équipes s’affrontent entre elles et, à l'issue de cette compétition, le premier est promu dans la division supérieure et le dernier est relégué dans la division inférieure. 
En Qualification pour la Division III, le vainqueur est promu en Division III.
Lors des phases de poule, les points sont attribués ainsi :
- 3 points pour une victoire dans le temps réglementaire ;
- 2 points pour une victoire en prolongation ou aux tirs de fusillade ;
- 1 point pour une défaite en prolongation ou aux tirs de fusillade ;
- aucun point pour une défaite dans le temps réglementaire.

## Officiels
La fédération internationale a désigné 11 officiels pour œuvrer lors de la compétition :
| Arbitres | Juges de ligne |
| --- | --- |
| - Alexandre Garon - Robin Šír - Kristian Vikman - Roy Stian Hansen - Yuri Oskirko - Marc Alain Wiegand - Christoffer Holm | - Frédéric Monnaie - Markus Hägerström - Nicolas Constantineau - Park Jun-soo - Alexander Waldejer - Roman Výleta - Tobias Nordlander |

## Matchs
| 29 avril | Hongrie | 1-5 (1-1, 0-2, 0-2) | Corée du Sud | Barys Arena 922 spectateurs |

| Feuille de match | Feuille de match                         | Feuille de match        | Feuille de match | Feuille de match                                                                                             |
| ---------------- | ---------------------------------------- | ----------------------- | --- | --- |
|                  | - Hári (Galló, Stipsicz) — 15 min 46 s - | 0-1 1-1 1-2 1-3 1-4 1-5 | Shin Sang-h. — 15 min 1 s - Ahn (Kim S., Kim K.) — 21 min 42 s Kim K. (Jeon, Ahn) — 28 min 6 s (SN) Kim K. (Kim S., Ahn) — 48 min 48 s Kim S. (Ahn) — 49 min 29 s | Arbitrage : Alexandre Garon et Roy Stian Hansen Juges de lignes : Nicolas Constantineau et Markus Hägerström |
| Bálizs           | Gardiens                                 | Dalton                  | | Arbitrage : Alexandre Garon et Roy Stian Hansen Juges de lignes : Nicolas Constantineau et Markus Hägerström |
| 20 min           | Pénalités                                | 8 min                   | | Arbitrage : Alexandre Garon et Roy Stian Hansen Juges de lignes : Nicolas Constantineau et Markus Hägerström |
| 37               | Tirs                                     | 28                      | | Arbitrage : Alexandre Garon et Roy Stian Hansen Juges de lignes : Nicolas Constantineau et Markus Hägerström |

| 29 avril | Lituanie | 3-4 (2-3, 0-0, 1-1) | Biélorussie | Barys Arena 625 spectateurs |

| Feuille de match | Feuille de match                                                                                         | Feuille de match            | Feuille de match | Feuille de match                                                                                    |
| ---------------- | --- | --------------------------- | --- | --------------------------------------------------------------------------------------------------- |
|                  | Bogdziul — 2 min 52 s (IN) Zubrus (Krakauskas) — 8 min 23 s - Gintautas (Četvertak, Čižas) — 52 min 34 s | 1-0 2-0 2-1 2-2 2-3 2-4 3-4 | - Lopatchouk — 8 min 51 s S. Malyavko (A. Malyavko) — 15 min 52 s Platt (Kavyrchyne) — 16 min 35 s Feoktistov (Lissavets, Bailen) — 43 min - | Arbitrage : Christoffer Holm et Yuri Oskirko Juges de lignes : Frédéric Monnaie et Tobias Norlander |
| Armalis          | Gardiens                                                                                                 | Miltchakow                  | | Arbitrage : Christoffer Holm et Yuri Oskirko Juges de lignes : Frédéric Monnaie et Tobias Norlander |
| 4 min            | Pénalités                                                                                                | 2 min                       | | Arbitrage : Christoffer Holm et Yuri Oskirko Juges de lignes : Frédéric Monnaie et Tobias Norlander |
| 13               | Tirs | 39                          | | Arbitrage : Christoffer Holm et Yuri Oskirko Juges de lignes : Frédéric Monnaie et Tobias Norlander |

| 29 avril | Slovénie | 2-3 (0-3, 2-0, 0-0) | Kazakhstan | Barys Arena 7 923 spectateurs |

| Feuille de match | Feuille de match                                                                  | Feuille de match    | Feuille de match | Feuille de match                                                                              |
| ---------------- | --------------------------------------------------------------------------------- | ------------------- | --- | --------------------------------------------------------------------------------------------- |
|                  | - Kuralt (Ograjenšek) — 38 min 3 s Rodman (Kopitar, Podlipnik) — 38 min 24 s (SN) | 0-1 0-2 0-3 1-3 2-3 | Mikhaïlis (Dietz, Saint-Pierre) — 3 min 54 s (SN) Nekryach — 9 min 45 s Mikhaïlis (Boyd, Dietz) — 15 min 9 s (SN) - | Arbitrage : Robin Šír et Kristian Vikman Juges de lignes : Roman Výleta et Alexander Waldejer |
| Matija Pintarič  | Gardiens                                                                          | Karlsson            | | Arbitrage : Robin Šír et Kristian Vikman Juges de lignes : Roman Výleta et Alexander Waldejer |
| 10 min           | Pénalités                                                                         | 4 min               | | Arbitrage : Robin Šír et Kristian Vikman Juges de lignes : Roman Výleta et Alexander Waldejer |
| 23               | Tirs                                                                              | 34                  | | Arbitrage : Robin Šír et Kristian Vikman Juges de lignes : Roman Výleta et Alexander Waldejer |

| 30 avril | Corée du Sud | 5-3 (1-3, 3-0, 1-0) | Slovénie | Barys Arena 780 spectateurs |

| Feuille de match | Feuille de match | Feuille de match                | Feuille de match | Feuille de match                                                                                           |
| ---------------- | --- | ------------------------------- | --- | --- |
|                  | Kim K. (Kim S.) — 4 min 35 s - Kim Won-jun (Park J., Jeon) — 27 min 40 s Kim S. (Kim K.) — 29 min 32 s (SN) Kim Won-jung — 30 min 8 s Shin Sang-h. (Plante) — 59 min 22 s (CV) | 1-0 1-1 1-2 1-3 2-3 3-3 4-3 5-3 | - Rodman (Kopitar, Podlipnik) — 8 min 32 s (SN) Ograjenšek (Gregorc, Magovac) — 12 min 5 s (SN) Sabolič (Rodman, Kopitar) — 16 min 3 s - | Arbitrage : Christoffer Holm et Marc Alain Wiegand Juges de lignes : Frédéric Monnaie et Tobias Nordlander |
| Dalton           | Gardiens | Pintarič                        | | Arbitrage : Christoffer Holm et Marc Alain Wiegand Juges de lignes : Frédéric Monnaie et Tobias Nordlander |
| 12 min           | Pénalités | 4 min                           | | Arbitrage : Christoffer Holm et Marc Alain Wiegand Juges de lignes : Frédéric Monnaie et Tobias Nordlander |
| 24               | Tirs | 44                              | | Arbitrage : Christoffer Holm et Marc Alain Wiegand Juges de lignes : Frédéric Monnaie et Tobias Nordlander |

| 30 avril | Biélorussie | 3-1 (1-0, 1-0, 1-1) | Hongrie | Barys Arena 648 spectateurs |

| Feuille de match | Feuille de match | Feuille de match | Feuille de match                           | Feuille de match                                                                        |
| ---------------- | --- | ---------------- | ------------------------------------------ | --------------------------------------------------------------------------------------- |
|                  | Feoktistov (Kitaraw, Bokun) — 4 min 32 s Lissavets (Platt, Kavyrchyne) — 29 min 49 s Platt (Bailen, Dziamko) — 45 min 29 s (2 SN) - | 1-0 2-0 3-0 3-1  | - Galló (Vas, Stipsicz) — 54 min 31 s (SN) | Arbitrage : Robin Šír et Kristian Vikman Juges de lignes : Park Jun-soo et Roman Výleta |
| Miltchakow       | Gardiens | Vay              |                                            | Arbitrage : Robin Šír et Kristian Vikman Juges de lignes : Park Jun-soo et Roman Výleta |
| 8 min            | Pénalités | 4 min            |                                            | Arbitrage : Robin Šír et Kristian Vikman Juges de lignes : Park Jun-soo et Roman Výleta |
| 29               | Tirs | 30               |                                            | Arbitrage : Robin Šír et Kristian Vikman Juges de lignes : Park Jun-soo et Roman Výleta |

| 1er mai | Kazakhstan | 3-1 (1-0, 1-0, 1-1) | Lituanie | Barys Arena 7 265 spectateurs |

| Feuille de match | Feuille de match | Feuille de match | Feuille de match                             | Feuille de match                                                                                            |
| ---------------- | --- | ---------------- | -------------------------------------------- | --- |
|                  | Boyd (Bochenski, Sagadeyev) — 10 min 13 s (SN) Klechtchenko (Sagadeyev, Bochenski) — 31 min 21 s - Dietz (Metalnikov, Karlsson) — 59 min 21 s (SN) | 1-0 2-0 2-1 3-1  | - Domeika (Četvertak, Čižas) — 41 min 25 s - | Arbitrage : Alexandre Garon et Marc Alain Wiegand Juges de lignes : Markus Hägerström et Alexander Waldejer |
| Karlsson         | Gardiens | Armalis          |                                              | Arbitrage : Alexandre Garon et Marc Alain Wiegand Juges de lignes : Markus Hägerström et Alexander Waldejer |
| 0 min            | Pénalités | 6 min            |                                              | Arbitrage : Alexandre Garon et Marc Alain Wiegand Juges de lignes : Markus Hägerström et Alexander Waldejer |
| 40               | Tirs | 13               |                                              | Arbitrage : Alexandre Garon et Marc Alain Wiegand Juges de lignes : Markus Hägerström et Alexander Waldejer |

| 2 mai | Lituanie | 1-4 (1-2, 0-2, 0-0) | Hongrie | Barys Arena 513 spectateurs |

| Feuille de match | Feuille de match                            | Feuille de match    | Feuille de match | Feuille de match                                                                                         |
| ---------------- | ------------------------------------------- | ------------------- | --- | --- |
|                  | - Kumeliauskas (Bosas) — 18 min 59 s (SN) - | 0-1 0-2 1-2 1-3 1-4 | Bartalis (Nagy, Stipsicz) — 8 min 42 s Bartalis (Szirányi, Wehrs) — 15 min 26 s - Erdély (Vas, Hári) — 26 min 14 s (SN) Sofron (Bartalis) — 36 min 4 s | Arbitrage : Roy Stian Hansen et Christoffer Holm Juges de lignes : Frédéric Monnaie et Tobias Nordlander |
| Armalis          | Gardiens                                    | Vay                 | | Arbitrage : Roy Stian Hansen et Christoffer Holm Juges de lignes : Frédéric Monnaie et Tobias Nordlander |
| 4 min            | Pénalités                                   | 31 min              | | Arbitrage : Roy Stian Hansen et Christoffer Holm Juges de lignes : Frédéric Monnaie et Tobias Nordlander |
| 24               | Tirs                                        | 41                  | | Arbitrage : Roy Stian Hansen et Christoffer Holm Juges de lignes : Frédéric Monnaie et Tobias Nordlander |

| 2 mai | Biélorussie | 4-1 (1-0, 0-0, 3-1) | Slovénie | Barys Arena 555 spectateurs |

| Feuille de match | Feuille de match | Feuille de match    | Feuille de match                   | Feuille de match                                                                                      |
| ---------------- | --- | ------------------- | ---------------------------------- | --- |
|                  | Charangovitch (Lissavets, Kissly) — 3 min 24 s (SN) - Ievenka (Platt, Kavyrchyne) — 45 min 42 s Platt (Dziamko, Kavyrchyne) — 49 min 12 s Dziamko — 58 min 49 s (CV) | 1-0 1-1 2-1 3-1 4-1 | - Sabolič (Rodman) — 43 min 30 s - | Arbitrage : Alexandre Garon et Marc Alain Wiegand Juges de lignes : Markus Hägerström et Park Jun-soo |
| Miltchakow       | Gardiens | Gračnar             |                                    | Arbitrage : Alexandre Garon et Marc Alain Wiegand Juges de lignes : Markus Hägerström et Park Jun-soo |
| 12 min           | Pénalités | 6 min               |                                    | Arbitrage : Alexandre Garon et Marc Alain Wiegand Juges de lignes : Markus Hägerström et Park Jun-soo |
| 31               | Tirs | 21                  |                                    | Arbitrage : Alexandre Garon et Marc Alain Wiegand Juges de lignes : Markus Hägerström et Park Jun-soo |

| 2 mai | Corée du Sud | 1-4 (0-2, 0-1, 1-1) | Kazakhstan | Barys Arena 5 766 spectateurs |

| Feuille de match | Feuille de match | Feuille de match    | Feuille de match                                  | Feuille de match                                                                                    |
| ---------------- | --- | ------------------- | ------------------------------------------------- | --------------------------------------------------------------------------------------------------- |
|                  | Akolzine (Maklioukov, Metalnikov) — 3 min 57 s Metalnikov (Mikhaïlis, Bochenski) — 16 min 46 s Chevtchenko (Jaïlaouov, Dietz) — 29 min 45 s - Klechtchenko (Mikhaïlis, Saint-Pierre) — 52 min 30 s | 0-1 0-2 0-3 1-3 1-4 | - Shin Sang w. (Kim Hyun-s., Cho) — 50 min 13 s - | Arbitrage : Yuri Oskirko et Kristian Vikman Juges de lignes : Nicolas Constantineau et Roman Výleta |
| Dalton           | Gardiens | Karlsson            |                                                   | Arbitrage : Yuri Oskirko et Kristian Vikman Juges de lignes : Nicolas Constantineau et Roman Výleta |
| 4 min            | Pénalités | 6 min               |                                                   | Arbitrage : Yuri Oskirko et Kristian Vikman Juges de lignes : Nicolas Constantineau et Roman Výleta |
| 18               | Tirs | 39                  |                                                   | Arbitrage : Yuri Oskirko et Kristian Vikman Juges de lignes : Nicolas Constantineau et Roman Výleta |

| 3 mai | Hongrie | 0-6 (0-1, 0-3, 0-2) | Slovénie | Barys Arena 1 012 spectateurs |

| Feuille de match                       | Feuille de match | Feuille de match        | Feuille de match | Feuille de match                                                                                     |
| -------------------------------------- | ---------------- | ----------------------- | --- | --- |
|                                        | -                | 0-1 0-2 0-3 0-4 0-5 0-6 | Štebih (Drozg, Goličič) — 13 min 57 s Drozg (Sabolič, Kopitar) — 20 min 59 s (SN) Drozg (Zajc, Goličič) — 23 min 16 s Kuralt (Magovac) — 30 min 22 s Kopitar (Rodman) — 54 min 11 s Hebar (Pance) — 58 min 33 s (IN) | Arbitrage : Roy Stian Hansen et Yuri Oskirko Juges de lignes : Nicolas Constantineau et Park Jun-soo |
| Vay (31 min 22 s) Bálizs (28 min 38 s) | Gardiens         | Gračnar                 | | Arbitrage : Roy Stian Hansen et Yuri Oskirko Juges de lignes : Nicolas Constantineau et Park Jun-soo |
| 6 min                                  | Pénalités        | 6 min                   | | Arbitrage : Roy Stian Hansen et Yuri Oskirko Juges de lignes : Nicolas Constantineau et Park Jun-soo |
| 25                                     | Tirs             | 34                      | | Arbitrage : Roy Stian Hansen et Yuri Oskirko Juges de lignes : Nicolas Constantineau et Park Jun-soo |

| 4 mai | Corée du Sud | 1-2 (0-1, 0-0, 1-1) | Lituanie | Barys Arena 321 spectateurs |

| Feuille de match | Feuille de match                          | Feuille de match | Feuille de match                                                                        | Feuille de match                                                                                     |
| ---------------- | ----------------------------------------- | ---------------- | --------------------------------------------------------------------------------------- | --- |
|                  | - Kim S. (Kim K., Lee D.) — 42 min 26 s - | 0-1 1-1 1-2      | Kumeliauskas (Ališauskas, Bosas) — 13 min 16 s (SN) - Gintautas (Katulis) — 49 min 32 s | Arbitrage : Christoffer Holm et Kristian Vikman Juges de lignes : Roman Výleta et Alexander Waldejer |
| Dalton           | Gardiens                                  | Armalis          |                                                                                         | Arbitrage : Christoffer Holm et Kristian Vikman Juges de lignes : Roman Výleta et Alexander Waldejer |
| 4 min            | Pénalités                                 | 4 min            |                                                                                         | Arbitrage : Christoffer Holm et Kristian Vikman Juges de lignes : Roman Výleta et Alexander Waldejer |
| 35               | Tirs                                      | 24               |                                                                                         | Arbitrage : Christoffer Holm et Kristian Vikman Juges de lignes : Roman Výleta et Alexander Waldejer |

| 4 mai | Kazakhstan | 3-2 (pr) (2-0, 0-1, 0-1, 1-0) | Biélorussie | Barys Arena 7 418 spectateurs |

| Feuille de match | Feuille de match | Feuille de match    | Feuille de match                                                             | Feuille de match                                                                                     |
| ---------------- | --- | ------------------- | ---------------------------------------------------------------------------- | --- |
|                  | Mikhaïlis (Saint-Pierre, Bochenski) — 8 min 36 s Jaïlaouov (Rymarev) — 15 min 12 s - Chestakov (Assetov, Metalnikov) — 63 min 42 s | 1-0 2-0 2-1 2-2 3-2 | - Dziamko (Platt) — 26 min 49 s Feoktistov (Volkaw, Kitaraw) — 44 min 16 s - | Arbitrage : Alexandre Garon et Robin Šír Juges de lignes : Nicolas Constantineau et Frédéric Monnaie |
| Karlsson         | Gardiens | Miltchakow          |                                                                              | Arbitrage : Alexandre Garon et Robin Šír Juges de lignes : Nicolas Constantineau et Frédéric Monnaie |
| 4 min            | Pénalités | 10 min              |                                                                              | Arbitrage : Alexandre Garon et Robin Šír Juges de lignes : Nicolas Constantineau et Frédéric Monnaie |
| 42               | Tirs | 17                  |                                                                              | Arbitrage : Alexandre Garon et Robin Šír Juges de lignes : Nicolas Constantineau et Frédéric Monnaie |

| 5 mai | Slovénie | 9-0 (2-0, 4-0, 3-0) | Lituanie | Barys Arena 361 spectateurs |

| Feuille de match | Feuille de match | Feuille de match                    | Feuille de match | Feuille de match                                                                                       |
| ---------------- | --- | ----------------------------------- | ---------------- | --- |
|                  | Sabolič (Kovačevič, Kopitar) — 3 min 54 s Drozg (Zajc, Repe) — 16 min 16 s Kopitar (Kovačevič, Sabolič) — 28 min 16 s Čimžar (Podlipnik, Hebar) — 28 min 48 s Goličič (Drozg, Zajc) — 34 min 47 s Ograjenšek (Kuralt, Verlič) — 39 min 29 s Drozg (Zajc, Goličič) — 49 min 5 s Magovac (Kalan) — 55 min 23 s Drozg (Kalan) — 59 min 1 s | 1-0 2-0 3-0 4-0 5-0 6-0 7-0 8-0 9-0 | -                | Arbitrage : Yuri Oskirko et Marc Alain Wiegand Juges de lignes : Nicolas Constantineau et Park Jun-soo |
| Gračnar          | Gardiens | Armalis (40 min) Lubys (20 min)     |                  | Arbitrage : Yuri Oskirko et Marc Alain Wiegand Juges de lignes : Nicolas Constantineau et Park Jun-soo |
| 18 min           | Pénalités | 10 min                              |                  | Arbitrage : Yuri Oskirko et Marc Alain Wiegand Juges de lignes : Nicolas Constantineau et Park Jun-soo |
| 35               | Tirs | 31                                  |                  | Arbitrage : Yuri Oskirko et Marc Alain Wiegand Juges de lignes : Nicolas Constantineau et Park Jun-soo |

| 5 mai | Biélorussie | 1-4 (1-0, 0-1, 0-3) | Corée du Sud | Barys Arena 349 spectateurs |

| Feuille de match | Feuille de match               | Feuille de match    | Feuille de match | Feuille de match                                                                                         |
| ---------------- | ------------------------------ | ------------------- | --- | --- |
|                  | Dziamko (Platt) — 2 min 39 s - | 1-0 1-1 1-2 1-3 1-4 | - Shin Sang-h. — 28 min 48 s Shin Sang-h. (Plante, Cho) — 49 min 7 s Shin Sang-h. (Lee C.) — 56 min 36 s Shin Sang-h. (Cho) — 58 min 47 s (CV) | Arbitrage : Roy Stian Hansen et Kristian Vikman Juges de lignes : Frédéric Monnaie et Alexander Waldejer |
| Miltchakow       | Gardiens                       | Dalton              | | Arbitrage : Roy Stian Hansen et Kristian Vikman Juges de lignes : Frédéric Monnaie et Alexander Waldejer |
| 0 min            | Pénalités                      | 4 min               | | Arbitrage : Roy Stian Hansen et Kristian Vikman Juges de lignes : Frédéric Monnaie et Alexander Waldejer |
| 30               | Tirs                           | 23                  | | Arbitrage : Roy Stian Hansen et Kristian Vikman Juges de lignes : Frédéric Monnaie et Alexander Waldejer |

| 5 mai | Kazakhstan | 3-1 (0-0, 1-0, 2-1) | Hongrie | Barys Arena 7 096 spectateurs |

| Feuille de match | Feuille de match | Feuille de match | Feuille de match                    | Feuille de match                                                                                   |
| ---------------- | --- | ---------------- | ----------------------------------- | -------------------------------------------------------------------------------------------------- |
|                  | Mikhaïlis (Klechtchenko, Koudriavtsev) — 23 min 50 s Nekryach (Rymarev, Jaïlaouov) — 41 min 52 s (SN) - Rymarev (Jaïlaouov, Dietz) — 57 min 15 s (SN) | 1-0 2-0 2-1 3-1  | - Sofron (Szirányi) — 45 min 51 s - | Arbitrage : Christoffer Holm et Robin Šír Juges de lignes : Markus Hägerström et Tobias Nordlander |
| Koudriavtsev     | Gardiens | Bálizs           |                                     | Arbitrage : Christoffer Holm et Robin Šír Juges de lignes : Markus Hägerström et Tobias Nordlander |
| 2 min            | Pénalités | 8 min            |                                     | Arbitrage : Christoffer Holm et Robin Šír Juges de lignes : Markus Hägerström et Tobias Nordlander |
| 35               | Tirs | 32               |                                     | Arbitrage : Christoffer Holm et Robin Šír Juges de lignes : Markus Hägerström et Tobias Nordlander |

## Classement
Pour les significations des abréviations, voir statistiques du hockey sur glace.
| Clt   | Équipe           | PJ | V | VP | D | DP | BP | BC | Diff | Pts  |
| ----- | ---------------- | -- | - | -- | - | -- | -- | -- | ---- | ---- |
| +001, | Kazakhstan       | 5  | 4 | 1  | 0 | 0  | 16 | 7  | +9   | 14   |
| +002, | Biélorussie (R)  | 5  | 3 | 0  | 1 | 1  | 14 | 12 | +2   | 10   |
| +003, | Corée du Sud (R) | 5  | 3 | 0  | 2 | 0  | 16 | 11 | +5   | 9    |
| +004, | Slovénie         | 5  | 2 | 0  | 3 | 0  | 21 | 12 | +9   | 6    |
| +005, | Hongrie          | 5  | 1 | 0  | 4 | 0  | 7  | 18 | -11  | 3(a) |
| +006, | Lituanie (P)     | 5  | 1 | 0  | 4 | 0  | 7  | 21 | -14  | 3(a) |

- Promu en Division Élite en 2020
- Relégué en Division IB en 2020

- (a) : la Hongrie et la Lituanie ont le même nombre de points mais la Hongrie est mieux classée car elle a remporté le match opposant ces deux équipes.

## Récompenses individuelles
Équipe-type des médias :
- Gardien : Matt Dalton (Corée du Sud)
- Défenseurs : Darren Dietz et Leonid Metalnikov (Kazakhstan)
- Attaquants : Nikita Mikhaïlis (Kazakhstan), Geoff Platt (Biélorussie) et Kim Sang-wook (Corée du Sud)
- MVP : Nikita Mikhaïlis (Kazakhstan)

Équipe type IIHF :
- Meilleur gardien : Matt Dalton (Corée du Sud)
- Meilleur défenseur : Darren Dietz (Kazakhstan)
- Meilleur attaquant : Geoff Platt (Biélorussie)

## Statistiques individuelles
Pour les significations des abréviations, voir statistiques du hockey sur glace.
| Clt | Joueur           | Équipe       | PJ | B | A | Pts | Pun | +/- |
| --- | ---------------- | ------------ | -- | - | - | --- | --- | --- |
| 1   | Jan Drozg        | Slovénie     | 5  | 5 | 2 | 7   | 4   | +7  |
| 2   | Kim Sang-wook    | Corée du Sud | 5  | 4 | 3 | 7   | 0   | +3  |
| 3   | Geoff Platt      | Biélorussie  | 5  | 3 | 4 | 7   | 0   | +3  |
| 4   | Anže Kopitar     | Slovénie     | 5  | 2 | 5 | 7   | 2   | +2  |
| 5   | Shin Sang-hoon   | Corée du Sud | 5  | 6 | 0 | 6   | 8   | +4  |
| 6   | Nikita Mikhaïlis | Kazakhstan   | 5  | 4 | 2 | 6   | 0   | +1  |
| 7   | Artsiom Dziamko  | Biélorussie  | 5  | 3 | 2 | 5   | 0   | +3  |
| 7   | Robert Sabolič   | Slovénie     | 5  | 3 | 2 | 5   | 4   | +2  |
| 9   | Kim Ki-sung      | Corée du Sud | 5  | 2 | 3 | 5   | 2   | +2  |
| 10  | Darren Dietz     | Kazakhstan   | 5  | 1 | 4 | 5   | 2   | -4  |

| Clt | Joueur             | Équipe       | PJ | Min          | BC | Moy  | %Arr  | Bl |
| --- | ------------------ | ------------ | -- | ------------ | -- | ---- | ----- | -- |
| 1   | Luka Gračnar       | Slovénie     | 3  | 178 min 47 s | 3  | 1,01 | 96,51 | 2  |
| 2   | Matt Dalton        | Corée du Sud | 5  | 299 min 30 s | 11 | 2,20 | 93,68 | 0  |
| 3   | Henrik Karlsson    | Kazakhstan   | 4  | 243 min 42 s | 6  | 1,48 | 91,55 | 0  |
| 4   | Dzmitry Miltchakow | Biélorussie  | 4  | 237 min 47 s | 8  | 2,02 | 90,70 | 0  |
| 5   | Ádám Vay           | Hongrie      | 3  | 149 min 17 s | 8  | 3,22 | 89,33 | 0  |
| 6   | Mantas Armalis     | Lituanie     | 4  | 217 min 22 s | 15 | 4,14 | 89,21 | 0  |
| 7   | Bence Bálizs       | Hongrie      | 3  | 146 min 11 s | 10 | 4,10 | 86,67 | 0  |

Nota : seuls sont classés les gardiens ayant joué au minimum 40 % du temps de jeu de leur équipe.